# ICN Business School
ICN Business School er en europæisk business school med campusser i Berlin, La Défense, Nancy, og Nürnberg. ICN blev placeret på en 69. plads blandt de europæiske business schools i 2019 af Financial Times. ICN har ligeledes et PhD-program såvel som adskillige Master-programmer inden for specifikke managementområder, såsom marketing, finans eller iværksætteri. 
ICN BS programmer har de tre internationale akkrediteringer AMBA, EQUIS og AACSB. Skolen har over 15.000 alumner inden for handel og politik, herunder Ruta Sepetys (amerikansk forfatter med litauisk familiebaggrund).